# Лео Гайр фон Швепенбург
Лео Дитрих Франц Фрайхер Гайр фон Швепенбург (на немски: Leo Dietrich Franz Reichsfreiherr Geyr von Schweppenburg) е немски офицер, служил по време на Първата и Втората световна война.

## Биография

### Ранен живот и Първа световна война (1914 – 1918)
Лео Гайр фон Швепенбург е роден на 2 март 1886 г. в Потсдам, Германска империя. През 1905 г. постъпва в армията като офицерски кадет от кавалерията, Драгунския 26-и полк. Служи в този клон на армията по време на Първата световна война. Заема постове в различни щабове и през 1915 г. е издигнат в чин ритмайстер.

#### Междувоенен период
След войната се присъединява към Райхсвера. На 1 октомври 1937 г. с произвеждането му генерал-лейтенант поема командването на 3-та танкова дивизия. Заема поста до 6 октомври 1939 г.

#### Втора световна война (1939 – 1945)
В началото на Втора световна война, между 15 февруари и 16 ноември 1940 г. е командир на 24-ти корпус.
Между 9 юли и 30 септември 1942 г. командва 40-и танков корпус. На 1 февруари 1943 г. получава командването на крепостта Щаблак (на немски: Stablack), а на 21 февруари поема командването на 86-и корпус. На 20 май 1943 г. става командир на танковите войски на Западния фронт, а на 5 август същата година на 63-ти танков корпус от резерва. По време на съюзническия десант в Нормандия през юни 1944 г. е командир на танкова група „Запад“ (на немски: Panzergruppe West). На 9 юни е ранен по време на съюзнически бомбардировки. На 7 август 1944 г. става инспектор на танковите войски към резервната армия (на немски: Ersatzheer).

##### Пленяване и смърт
Пленен е от американските войски и след края на войната е освободен през 1947 г. После работи като военен историк. Умира на 27 януари 1974 г. в Иршенхаузен, Германия

## Военна декорация
| - Германски орден „Железен кръст“ (1914) – II (?) и I степен (?) - Германска „Значка за раняване“ (1918) – черна (?) - Български орден „За храброст“ (?) - Германско отличие „За заслуга във Вермахта“ (?) – IV и I степен | - Сребърни пластинки към ордена Железен кръст (?) – II (?) и I степен (?) - Германска „Танкова значка“ (?) – сребърна (?) - Рицарски кръст (9 юли 1941) - Германски медал „За зимна кампания на изтока 1941/42 г.“ (?) |